# Copa Libertadores 1988
In 1988 werd de Copa Libertadores voor de 29ste keer gehouden. Club Nacional de Football won de beker voor de derde keer en mocht daarom tegen PSV Eindhoven spelen voor de Wereldbeker voetbal.

## Groepsfase

### Groep 1
| Team                   | Wed | W | G | V | DS  | Ptn |
| ---------------------- | --- | - | - | - | --- | --- |
| Universidad Católica   | 6   | 4 | 2 | 0 | 9:4 | 10  |
| Colo-Colo              | 6   | 4 | 1 | 1 | 7:3 | 9   |
| Marítimo               | 6   | 0 | 3 | 3 | 2:5 | 3   |
| Unión Atlético Táchira | 6   | 0 | 2 | 4 | 2:8 | 2   |

|                        | UCA | COL | MAR | TAC |
| ---------------------- | --- | --- | --- | --- |
| Universidad Católica   | —   | 1–0 | 2–1 | 3–1 |
| Colo-Colo              | 2–2 | —   | 1–0 | 2–0 |
| Marítimo               | 0–0 | 0–1 | —   | 1–1 |
| Unión Atlético Táchira | 0–1 | 0–1 | 0–0 | —   |

### Groep 2
| Team              | Wed | W | G | V | DS   | Ptn |
| ----------------- | --- | - | - | - | ---- | --- |
| Newell's Old Boys | 6   | 2 | 4 | 0 | 5:1  | 8   |
| San Lorenzo       | 6   | 3 | 2 | 1 | 6:4  | 8   |
| Barcelona         | 6   | 3 | 1 | 2 | 9:8  | 7   |
| Filanbanco        | 6   | 0 | 1 | 5 | 5:12 | 1   |

### Groep 3
| Team                 | Wed | W | G | V | DS    | Ptn |
| -------------------- | --- | - | - | - | ----- | --- |
| América              | 6   | 4 | 1 | 1 | 8:6   | 9   |
| Nacional             | 6   | 3 | 2 | 1 | 8:7   | 8   |
| Millonarios          | 6   | 2 | 0 | 4 | 14:12 | 4   |
| Montevideo Wanderers | 6   | 1 | 1 | 4 | 3:8   | 3   |

### Groep 4
| Team              | Wed | W | G | V | DS    | Ptn |
| ----------------- | --- | - | - | - | ----- | --- |
| Oriente Petrolero | 6   | 3 | 1 | 2 | 8:8   | 7   |
| Bolívar           | 6   | 3 | 0 | 3 | 12:10 | 6   |
| Cerro Porteño     | 6   | 2 | 2 | 2 | 6:7   | 6   |
| Olimpia           | 6   | 2 | 1 | 3 | 6:7   | 5   |

### Groep 5
| Team          | Wed | W | G | V | DS   | Ptn |
| ------------- | --- | - | - | - | ---- | --- |
| Guarani       | 6   | 3 | 2 | 1 | 9:5  | 8   |
| Universitario | 6   | 2 | 4 | 0 | 5:2  | 8   |
| Sport Recife  | 6   | 2 | 1 | 3 | 7:6  | 5   |
| Alianza Lima  | 6   | 1 | 1 | 4 | 2:10 | 3   |

## Tweede fase
| Team #1           | Tot.             | Team #2              | 1ste wed | 2de wed |
| ----------------- | ---------------- | -------------------- | -------- | ------- |
| Nacional          | 1 (u) - 1        | Universidad Católica | 1 - 1    | 0 - 0   |
| Universitario     | 2 - 3            | América de Cali      | 0 - 1    | 2 - 2   |
| Colo-Colo         | 1 - 2            | Oriente Petrolero    | 1 - 2    | 0 - 0   |
| Guarani FC        | 1 - 2            | San Lorenzo          | 1 - 1    | 0 - 1   |
| Newell's Old Boys | 1 - 1 (3-2 n.p.) | Club Bolívar         | 0 - 1    | 1 - 0   |

## Derde fase
In deze fase kwam ook titelverdediger Peñarol in actie. De drie clubs stootten door naar de halve finale en ook de beste verliezer. 
| Team 1          | Tot. | Team 2            | 1e wedstr. | 2e wedstr. |
| --------------- | ---- | ----------------- | ---------- | ---------- |
| San Lorenzo     | 1–0  | CA Peñarol        | 0–0        | 1–0        |
| Nacional        | 3–2  | Newell's Old Boys | 1–1        | 2–1        |
| América de Cali | 3–1  | Oriente Petrolero | 1–1        | 2–0        |

### Beste verliezer
| Team              | Wed | W | G | V | DS  | Ptn |
| ----------------- | --- | - | - | - | --- | --- |
| Newell's Old Boys | 2   | 0 | 1 | 1 | 2:3 | 1   |
| CA Peñarol        | 2   | 0 | 1 | 1 | 0:1 | 1   |
| Oriente Petrolero | 2   | 0 | 1 | 1 | 1:3 | 1   |

## Halve finale
| Team 1          | Tot. | Team 2            | 1e wedstr. | 2e wedstr. |
| --------------- | ---- | ----------------- | ---------- | ---------- |
| San Lorenzo     | 1–3  | Newell's Old Boys | 0–1        | 1–2        |
| América de Cali | 1–2  | Nacional          | 0–1        | 1–1        |

## Finale
|                        |                        |       |          |                                                                                       |
| 19 oktober Eerste duel | Newell's Old Boys      | 1 – 0 | Nacional | El Coloso del Parque, Rosario Toeschouwers: 45.000 Scheidsrechter: Hernán Silva (CHI) |
| 19 oktober Eerste duel | Jorge Luis Gabrich 60' |       |          | El Coloso del Parque, Rosario Toeschouwers: 45.000 Scheidsrechter: Hernán Silva (CHI) |

|                        |                                                           |       |                   |                                                                                                |
| 26 oktober Tweede duel | Nacional                                                  | 3 – 0 | Newell's Old Boys | Estadio Centenario, Montevideo Toeschouwers: 75.000 Scheidsrechter: Arnaldo César Coelho (BRA) |
| 26 oktober Tweede duel | Ernesto Vargas 13' Santiago Ostolaza 36' Hugo De León 78' |       |                   | Estadio Centenario, Montevideo Toeschouwers: 75.000 Scheidsrechter: Arnaldo César Coelho (BRA) |

## Kampioen
|                                     |
| Vlag van Uruguay                    |
| Club Nacional de Football 3de titel |

1948 · 1960 · 1961 · 1962 · 1963 · 1964 · 1965 · 1966 · 1967 · 1968 · 1969 · 1970 · 1971 · 1972 · 1973 · 1974 · 1975 · 1976 · 1977 · 1978 · 1979 · 1980 · 1981 · 1982 · 1983 · 1984 · 1985 · 1986 · 1987 · 1988 · 1989 · 1990 · 1991 · 1992 · 1993 · 1994 · 1995 · 1996 · 1997 · 1998 · 1999 · 2000 · 2001 · 2002 · 2003 · 2004 · 2005 · 2006 · 2007 · 2008 · 2009 · 2010 · 2011 · 2012 · 2013 · 2014 · 2015 · 2016 · 2017 · 2018 · 2019 · 2020 · 2021 · 2022 · 2023